# Дабплейт
Дабпле́йт, также известный сокращенно как Дабка (от англ. сокращенно DUB. не путать с даб-музыкой!) (от анг. dubplate) («dub» от анг. dubbing (doubling) — дублировать, и «plate» — пластинка) — это название не изданного официально музыкального трека, принятое в диджейской музыке, особенно драм-н-бейсе.
Раньше дабплейтом назывались мягкие виниловые пластинки низкого качества («блины»), существовавшие в единственном экземпляре и пригодные для проигрывания всего несколько раз. Сейчас, вследствие развития цифровых технологий и широкого распространения MP3, это понятие стало более «размытым». Поэтому сразу после того, как трек написан, его уже можно называть dubplate. Чаще всего его записывают на несколько виниловых или CD-пластинок для распространения в среде диджеев (так называемая promo-версия трека).
Также дабплейтом называется ацетатная грампластинка, используемая для производства мини-тиражей музыкальных релизов. Для «нарезки» таких пластинок используются специальные станки, по принципу работы представляющие собой граммофон «наоборот»: подготовленный заранее в студии аудиотрек проигрывается с компьютера или мастер-ленты через специальный динамик, который соединен с иглой, нарезающей на поверхности ацетатной пластинки звуковую дорожку. В силу технических ограничений, производство больших тиражей таким способом невозможно.
Такие пластинки позволяют авторам оценить качество и звучание своего трека в «боевых условиях» в клубе, до того как записывать мастер-диск, с которого будет производиться дальнейшее тиражирование. Это позволяет вернуться к исходному материалу и внести необходимые изменения.
Если данная музыкальная композиция будет иметь успех, то в дальнейшем её «подписывают» под один из лейблов (signed dubplate). Иногда проходит несколько лет от дабплейт-версии трека до официального релиза и издания (released).
Звукозаписывающие компании заинтересованы продвигать только коммерчески выгодный для них продукт, поэтому многие треки так и остаются дабплейтами.
Дабплейт следует отличать от бутлега, представляющего собой «ворованную» аудиозапись, то есть скомпилированную и распространяемую без санкции правообладателя.
Также, в рэгги-музыке, дабплейтом называется эксклюзивная версия песни, записанная артистом специально для конкретной саунд-системы или отдельного селектора. Такая запись уникальна, а основным её назначением является прославление того, для кого она сделана.
Также существуют некие дабтрейдеры, которые каким-то образом получают эти самые «дабки» от друзей продюсеров (или других укромных мест) и потом меняются ими через сеть интернет. Как правило, «дабки» не «валяются» в сети, и их просто так не найти в Google, поэтому особо важной средой обитания является сеть Soulseek. Также не менее популярной средой обмена является AIM, MSN, ICQ и другие мессенджеры.